# Zentralchinesische Ebene

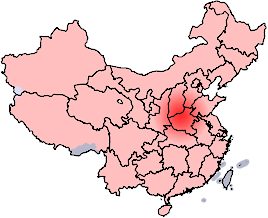
Zentralchinesische Ebene

Die Zentralchinesische Ebene (auch: Mittelchinesische Ebene; chinesisch 中原, Pinyin Zhōngyuán) bezeichnet das Flachland am Unterlauf des Gelben Flusses, aus dem die ersten Han-Chinesen entstammen sollen. Sie ist Teil der Nordchinesischen Ebene.
Im engeren Sinne umfasst die Zentralchinesische Ebene die heutige Provinz Henan, den südlichen Teil Provinz Hebei, den südlichen Teil der Provinz Shanxi und den westlichen Teil der Provinz Shandong. Der weitere Begriff würde die Guanzhong-Ebene in Shaanxi, den nordwestlichen Teil Jiangsus, Teile von Anhui und Nord-Hebei zusätzlich einschließen.
Seit Beginn der historischen Aufzeichnungen ist die Zentralchinesische Ebene für die chinesische Bevölkerung von großer Bedeutung gewesen – politisch wie strategisch. In der Zeit vor der Qin-Dynastie wurde aus chinesischer Sicht die Provinz Luoyang und die umgebenden Gebiete als „Zentrum der Welt“ gesehen. Hierfür lag der Hauptsitz der Xia-Dynastie um den Songshan nahebei des Luoflusses. Inschriften einiger Bronzegegenstände aus dieser Zeit beschreiben dieses Gebiet als „Land der Mitte“. (中國 / 中国,  Zhōnggúo)
Das Buch von Song, eine offizielle historische Quelle aus der Song-Dynastie besagt: „Fähige Kaiser des Altertums entstammen dem Nordwesten [Chinas] und konnten die Zentrale Ebene und später den Südosten [Chinas] erobern.“ Zhuge Liang, ein Militärstratege, behauptete, er würde eine Armee zur Eroberung der Zentralchinesischen Ebene führen.